# 圓崗
參數所指定的目標頁面不存在，建議更正成存在頁面或直接建立下列一個頁面（建立前請先搜尋是否有合適的存在頁面可以取代）：
- 圓崗洲

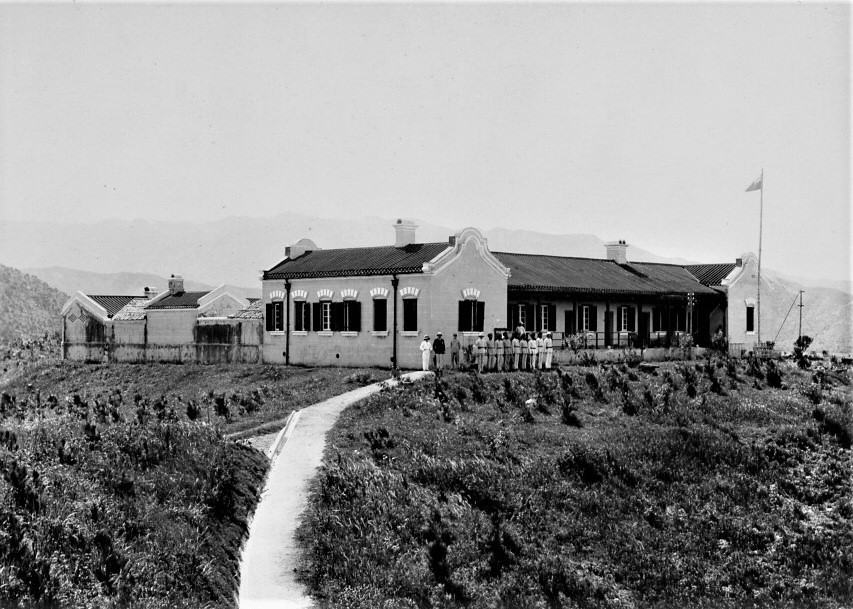
攝於1901年，港英政府在新界六日戰後在圓崗建立起大埔警署以加強管治。

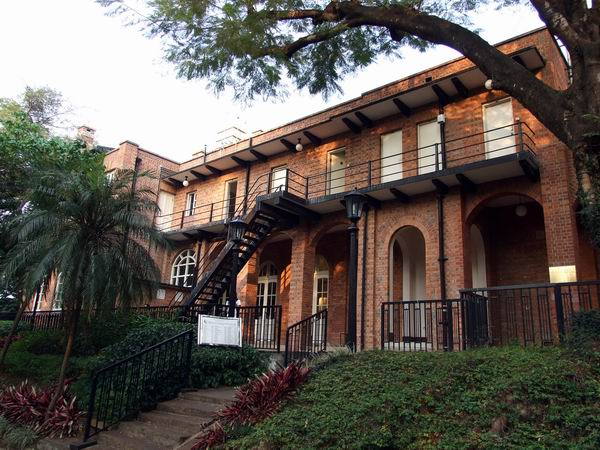
舊北區理民府。

圓崗，又稱運頭角山，舊稱旗桿山（英文：Flagstaff Hill），是香港新界大埔區的一個地方，位於運頭塘北部的一個山丘，即廣福道與大埔墟站之間。
圓崗的鷺鳥林（官方名稱為大埔鷺鳥林）於1994年8月13日被劃定為具特殊科學價值地點，面積1.2公頃。

## 歷史
1899年，新界成為英國的租借地。該年3月27日，時任香港總督卜力遣警察梅含理率人到圓崗搭警棚準備接收新界。同年4月17日，殖民地政府在該處舉行升旗禮，正式接收新界租地，並將該處稱為「旗桿山」以茲紀念。後來該處於1907年興建北區理民府，成為早期管治新界的中心。

## 區內主要建築
- 運頭塘遊樂場(原名春暉園，為舊大埔官立小學校園)
- 舊大埔警署
- 舊大埔官立小學校舍
- 羅定邦童軍中心
- 聖公會莫壽增會督中學